# Barbara Wyss Flück
Barbara Wyss Flück (* 18. April 1963;  heimatberechtigt in Fulenbach) ist eine Schweizer Politikerin (Grüne).

## Leben
Barbara Wyss Flück machte eine Ausbildung zur Sozialarbeiterin und anschliessend ein Nachdiplomstudium in Gesundheitsförderung und Prävention an der Fachhochschule Nordwestschweiz. Sie arbeitet als Schulsozialarbeiterin in Gerlafingen. Barbara Wyss Flück ist verheiratet und hat einen Sohn. Sie lebt in Solothurn.

## Politik
Barbara Wyss Flück war von 1991 bis 2001 Mitglied des Gemeinderates (Exekutive) der Stadt Solothurn.
Seit 2007 ist sie Mitglied des Solothurner Kantonsrats, wo sie der Sozial- und Gesundheitskommission sowie der Ratsleitung angehört. Seit 2009 ist sie Fraktionspräsidentin der Grünen-Fraktion.
Barbara Wyss Flück ist Stiftungsrätin der Stiftung Solothurnisches Zentrum Oberwald.